# فليش برابانكون فيمينين 2022
فليش برابانكون فيمينين 2022 (بالفرنسية: Flèche brabançonne féminine 2022)‏ هو سباق دراجات هوائية من فئة  1.1، وهو الموسم الخامس من فليش برابانكون فيمينين ‏، وأقيم في 13 أبريل 2022 ضمن سباقات سباق الدراجات على الطريق للسيدات 2022، وشارك فيه  139 متسابقاً ووصل إلى نهايته  61 متسابقاً.
فاز بالمركز الأول ديمي فوليرينغ، وفاز بالمركز الثاني كاتارزينا نيفيادوما، وفاز بالمركز الثالث ليان ليبرت.

## الفرق
| فرق سيدات عالمية (13)- Liv AlUla Jayco ‏ - كانيون–إس آر إيه إم ريسينغ 2022 ‏ - FDJ–Suez ‏ - رالي سايكلنج 2022 ‏ - جامبو فيسما للسيدات 2022 ‏ - ليف ريسينغ 2022 ‏ - موفيستار للسيدات 2022 ‏ - فريق رولان كوجياس إديلويس 2022 ‏ - Lidl–Trek (women's team) ‏ - إس دي وركس 2022 ‏ - فريق سنويب للسيدات 2022 ‏ - يو أي أيه تيم 2022 ‏ - فريق أونو إكس برو للدراجات للسيدات 2022 ‏ فرق دراجات قارية سيدات (11)- إن إكس تي جي ريسينغ 2022 ‏ - بنجوال شوفالمير-فان إيك سبورت 2022 ‏ - Ceratizit Pro Cycling ‏ - Cofidis Women Team ‏ - لي كول واهو 2022 ‏ - لوتو سودال للسيدات 2022 ‏ - مولتوم أكونتانتس 2022 ‏ - باركهوتل فالكنبورغ 2022 ‏ - بلانتور بورا 2022 ‏ - روبل كليننينج 2022 ‏ - فالكار ترافل سيرفس 2022 ‏ |  |
| |  |

## المشاركون
| Lidl–Trek (women's team) ‏ TFS | Lidl–Trek (women's team) ‏ TFS | Lidl–Trek (women's team) ‏ TFS |
| ----------------------------- | ----------------------------- | ----------------------------- |
| م                             | عداء                          | مرتبة                         |
| 1                             | إليسا بالسامو (طريق)          | 61                            |
| 2                             | أمالي ديديريكسن (طريق)        | لم يكمل السباق                |
| 3                             | ليا توماس                     | 47                            |
| 4                             | ليتيزيا باتيرنوستر            | لم يكمل السباق                |
| 5                             | شيرين فان أنروي               | 15                            |
| 6                             | تايلر وايلز                   | لم يكمل السباق                |

| إس دي وركس ‏ SDW | إس دي وركس ‏ SDW     | إس دي وركس ‏ SDW |
| --------------- | ------------------- | --------------- |
| م               | عداء                | مرتبة           |
| 11              | Niamh Fisher-Black ‏ | 18              |
| 12              | آشلي مولمان         | 8               |
| 13              | مارلين رويسر (طريق) | 4               |
| 14              | Anna Shackley ‏      | 19              |
| 16              | ديمي فوليرينغ       | 1               |

| بنجوال شوفالمير ‏ BCV | بنجوال شوفالمير ‏ BCV | بنجوال شوفالمير ‏ BCV |
| -------------------- | -------------------- | -------------------- |
| م                    | عداء                 | مرتبة                |
| 21                   | Lotte Popelier‏       | لم يكمل السباق       |
| 22                   | Julie Hendrickx‏      | لم يكمل السباق       |
| 23                   | Olha Kulynych ‏       | لم يكمل السباق       |
| 24                   | Naomi de Roeck‏       | لم يكمل السباق       |

| Ceratizit Pro Cycling ‏ WNT | Ceratizit Pro Cycling ‏ WNT | Ceratizit Pro Cycling ‏ WNT |
| -------------------------- | -------------------------- | -------------------------- |
| م                          | عداء                       | مرتبة                      |
| 31                         | Lana Eberle ‏               | لم يكمل السباق             |
| 32                         | Laura Asencio ‏             | لم يكمل السباق             |
| 33                         | ماريا جوليا كونفالونيري    | لم يكمل السباق             |
| 34                         | Marta Lach ‏                | 25                         |
| 35                         | حنا نيلسون                 | لم يكمل السباق             |
| 36                         | Lizbeth Salazar ‏ (طريق)    | لم يكمل السباق             |

| Cofidis Women Team ‏ COF | Cofidis Women Team ‏ COF | Cofidis Women Team ‏ COF |
| ----------------------- | ----------------------- | ----------------------- |
| م                       | عداء                    | مرتبة                   |
| 41                      | Victoire Berteau ‏       | 57                      |
| 42                      | فالنتاين فورتين         | لم يكمل السباق          |
| 43                      | Martina Alzini ‏         | 29                      |
| 44                      | Sandra Levenez ‏         | لم يكمل السباق          |
| 45                      | Alana Castrique ‏        | 59                      |
| 46                      | Olivia Onesti ‏          | لم يكمل السباق          |

| روبل كليننينج ‏ IBC | روبل كليننينج ‏ IBC | روبل كليننينج ‏ IBC |
| ------------------ | ------------------ | ------------------ |
| م                  | عداء               | مرتبة              |
| 51                 | Loes Adegeest ‏     | 12                 |
| 52                 | Megan Armitage ‏    | 26                 |
| 53                 | Svenja Betz‏        | لم يكمل السباق     |
| 54                 | Haylee Fuller‏      | لم يكمل السباق     |
| 55                 | Fien van Eynde ‏    | لم يكمل السباق     |
| 56                 | Sara Van de Vel ‏   | لم يكمل السباق     |

| دروبز ‏ DRP | دروبز ‏ DRP           | دروبز ‏ DRP     |
| ---------- | -------------------- | -------------- |
| م          | عداء                 | مرتبة          |
| 61         | آنا كريستيان ‏        | لم يكمل السباق |
| 62         | إليزابيث هولدن       | 36             |
| 63         | إيدر ميرينو كورتازار | لم يكمل السباق |
| 64         | Flora Perkins ‏       | لم يكمل السباق |
| 65         | Alice Towers ‏        | لم يكمل السباق |
| 66         | غلاديس فيرهلست ‏      | لم يكمل السباق |

| لوتو بيليسول للسيدات ‏ LSL | لوتو بيليسول للسيدات ‏ LSL | لوتو بيليسول للسيدات ‏ LSL |
| ------------------------- | ------------------------- | ------------------------- |
| م                         | عداء                      | مرتبة                     |
| 71                        | Eefje Brandt‏              | لم يكمل السباق            |
| 72                        | Kristýna Burlová ‏         | لم يكمل السباق            |
| 73                        | Mieke Docx ‏               | 45                        |
| 74                        | Esmée Gielkens ‏           | لم يكمل السباق            |
| 75                        | Mijntje Geurts ‏           | 42                        |
| 76                        | Elise vander Sande‏        | لم يكمل السباق            |

| أوتوجلاس ويترين ‏ MUL | أوتوجلاس ويترين ‏ MUL | أوتوجلاس ويترين ‏ MUL |
| -------------------- | -------------------- | -------------------- |
| م                    | عداء                 | مرتبة                |
| 81                   | Camille Devigne‏      | لم يكمل السباق       |
| 82                   | Marthe Goossens ‏     | لم يكمل السباق       |
| 83                   | Fien Delbaere ‏       | لم يكمل السباق       |
| 84                   | Mareille Meijering ‏  | 23                   |
| 85                   | Elisa Serné‏          | لم يكمل السباق       |
| 86                   | Willemijn Prins‏      | لم يكمل السباق       |

| إن إكس تي جي ريسينغ ‏ AGI | إن إكس تي جي ريسينغ ‏ AGI | إن إكس تي جي ريسينغ ‏ AGI |
| ------------------------ | ------------------------ | ------------------------ |
| م                        | عداء                     | مرتبة                    |
| 91                       | Amber Aernouts‏           | لم يكمل السباق           |
| 92                       | Cassia Boglio‏            | لم يكمل السباق           |
| 93                       | Julia Borgström ‏         | 35                       |
| 94                       | Maureen Arens ‏           | لم يكمل السباق           |
| 95                       | Lone Meertens ‏           | 54                       |
| 96                       | Amelia Sharpe ‏           | لم يكمل السباق           |

| باركهوتل فالكنبورغ ‏ PHV | باركهوتل فالكنبورغ ‏ PHV | باركهوتل فالكنبورغ ‏ PHV |
| ----------------------- | ----------------------- | ----------------------- |
| م                       | عداء                    | مرتبة                   |
| 101                     | Mischa Bredewold ‏       | 14                      |
| 102                     | Femke Gerritse ‏         | 44                      |
| 103                     | Belle de Gast ‏          | لم يكمل السباق          |
| 104                     | Pien Limpens ‏           | لم يكمل السباق          |
| 105                     | Rosalie Van der Wolf‏    | لم يكمل السباق          |
| 106                     | NED                     | 34                      |

| بلانتور بورا سيلينج تيم ‏ PLP | بلانتور بورا سيلينج تيم ‏ PLP | بلانتور بورا سيلينج تيم ‏ PLP |
| ---------------------------- | ---------------------------- | ---------------------------- |
| م                            | عداء                         | مرتبة                        |
| 111                          | Kim de Baat ‏                 | لم يكمل السباق               |
| 112                          | ساني كانت                    | لم يكمل السباق               |
| 113                          | Justine Ghekiere ‏            | 27                           |
| 114                          | Yara Kastelijn ‏              | 43                           |
| 115                          | Marion Norbert-Riberolle ‏    | لم يكمل السباق               |
| 116                          | Millie Couzens ‏              | 30                           |

| فالكار سيلانس ‏ VAL | فالكار سيلانس ‏ VAL   | فالكار سيلانس ‏ VAL |
| ------------------ | -------------------- | ------------------ |
| م                  | عداء                 | مرتبة              |
| 121                | Alice Maria Arzuffi ‏ | 48                 |
| 122                | Karolina Kumięga ‏    | لم يكمل السباق     |
| 123                | Silvia Persico ‏      | 7                  |
| 124                | Ilaria Sanguineti ‏   | لم يكمل السباق     |
| 125                | Margaux Vigié ‏       | لم يكمل السباق     |
| 126                | Eleonora Gasparrini ‏ | 52                 |

| كانيون–إس آر إيه إم ‏ CSR | كانيون–إس آر إيه إم ‏ CSR | كانيون–إس آر إيه إم ‏ CSR |
| ------------------------ | ------------------------ | ------------------------ |
| م                        | عداء                     | مرتبة                    |
| 131                      | كاتارزينا نيفيادوما      | 2                        |
| 132                      | Shari Bossuyt ‏           | 31                       |
| 133                      | Neve Bradbury ‏           | لم يكمل السباق           |
| 134                      | Pauliena Rooijakkers ‏    | 6                        |
| 135                      | Mikayla Harvey ‏          | لم يكمل السباق           |
| 136                      | ألينا أمياليوسيك         | لم يكمل السباق           |

| FDJ–Suez ‏ FSF | FDJ–Suez ‏ FSF       | FDJ–Suez ‏ FSF  |
| ------------- | ------------------- | -------------- |
| م             | عداء                | مرتبة          |
| 141           | Stine Borgli ‏       | لم يكمل السباق |
| 142           | Vittoria Guazzini ‏  | 60             |
| 143           | Victorie Guilman ‏   | 11             |
| 145           | Évita Muzic ‏ (طريق) | لم يكمل السباق |
| 146           | جادي فيل            | 51             |

| رالي سايكلنج ‏ HPW | رالي سايكلنج ‏ HPW  | رالي سايكلنج ‏ HPW |
| ----------------- | ------------------ | ----------------- |
| م                 | عداء               | مرتبة             |
| 151               | Nina Buijsman ‏     | 55                |
| 152               | Makayla MacPherson‏ | لم يكمل السباق    |
| 153               | Eri Yonamine ‏      | لم يكمل السباق    |
| 154               | Barbara Malcotti ‏  | 56                |
| 155               | Marit Raaijmakers ‏ | لم يكمل السباق    |
| 156               | Kaia Schmid ‏       | لم يكمل السباق    |

| ليف ريسينغ ‏ LIV | ليف ريسينغ ‏ LIV      | ليف ريسينغ ‏ LIV |
| --------------- | -------------------- | --------------- |
| م               | عداء                 | مرتبة           |
| 161             | أليسون جاكسون (طريق) | 39              |
| 162             | Marta Jaskulska ‏     | 21              |
| 163             | إيفا بورمان          | لم يكمل السباق  |
| 164             | Ayesha McGowan ‏      | لم يكمل السباق  |
| 165             | Katia Ragusa ‏        | لم يكمل السباق  |
| 166             | Amber van der Hulst ‏ | 58              |

| موفيستار للسيدات ‏ MOV | موفيستار للسيدات ‏ MOV         | موفيستار للسيدات ‏ MOV |
| --------------------- | ----------------------------- | --------------------- |
| م                     | عداء                          | مرتبة                 |
| 171                   | Katrine Aalerud ‏              | لم يكمل السباق        |
| 172                   | سارا مارتين                   | لم يكمل السباق        |
| 173                   | Paula Patiño ‏                 | 13                    |
| 174                   | Jelena Erić (cyclist) ‏ (طريق) | 46                    |
| 175                   | أرلينيس سيرا                  | 38                    |
| 176                   | Sarah Gigante ‏                | لم يكمل السباق        |

| فريق كوجياس ميتلر لوك برو للدراجات ‏ CGS | فريق كوجياس ميتلر لوك برو للدراجات ‏ CGS | فريق كوجياس ميتلر لوك برو للدراجات ‏ CGS |
| --------------------------------------- | --------------------------------------- | --------------------------------------- |
| م                                       | عداء                                    | مرتبة                                   |
| 181                                     | تمارا بالابولينا ‏                       | 28                                      |
| 182                                     | Hannah Buch ‏                            | لم يكمل السباق                          |
| 183                                     | أولغا زابيلينسكايا                      | لم يكمل السباق                          |
| 184                                     | Rotem Gafinovitz ‏                       | لم يكمل السباق                          |
| 185                                     | Aline Seitz ‏                            | لم يكمل السباق                          |
| 186                                     | Petra Stiasny ‏                          | لم يكمل السباق                          |

| Liv AlUla Jayco ‏ BEX | Liv AlUla Jayco ‏ BEX | Liv AlUla Jayco ‏ BEX |
| -------------------- | -------------------- | -------------------- |
| م                    | عداء                 | مرتبة                |
| 191                  | Alexandra Manly ‏     | 10                   |
| 192                  | Urška Žigart ‏        | لم يكمل السباق       |
| 193                  | أني سانستيبان        | 22                   |
| 194                  | أماندا سبرات         | 24                   |
| 195                  | Chelsie Tan‏          | لم يكمل السباق       |
| 196                  | جورجيا وليامز        | 50                   |

| فريق سنويب للسيدات ‏ DSM | فريق سنويب للسيدات ‏ DSM | فريق سنويب للسيدات ‏ DSM |
| ----------------------- | ----------------------- | ----------------------- |
| م                       | عداء                    | مرتبة                   |
| 201                     | Francesca Barale ‏       | لم يكمل السباق          |
| 202                     | Léa Curinier ‏           | لم يكمل السباق          |
| 203                     | ليا كيرشمان             | 49                      |
| 204                     | جولييت لابوس            | 5                       |
| 205                     | ليان ليبرت              | 3                       |
| 206                     | Esmée Peperkamp ‏        | 41                      |

| جامبو فيسما للسيدات ‏ TJV | جامبو فيسما للسيدات ‏ TJV | جامبو فيسما للسيدات ‏ TJV |
| ------------------------ | ------------------------ | ------------------------ |
| م                        | عداء                     | مرتبة                    |
| 211                      | Amber Kraak ‏             | 32                       |
| 212                      | Linda Riedmann ‏          | 40                       |
| 213                      | Coryn Labecki            | 17                       |
| 214                      | Noemi Rüegg ‏             | 33                       |
| 215                      | Aafke Soet ‏              | لم يكمل السباق           |
| 216                      | Karlijn Swinkels ‏        | 20                       |

| يو أي أيه تيم ‏ UAD | يو أي أيه تيم ‏ UAD              | يو أي أيه تيم ‏ UAD |
| ------------------ | ------------------------------- | ------------------ |
| م                  | عداء                            | مرتبة              |
| 221                | صوفيا بيرتيزولو                 | 9                  |
| 222                | مارغريتا فيكتوريا غارسيا (طريق) | 16                 |
| 223                | إيريكا ماجندي                   | 53                 |
| 224                | Urša Pintar ‏                    | 37                 |
| 225                | Anna Trevisi ‏                   | لم يكمل السباق     |
| 226                | صوفي رايت                       | لم يكمل السباق     |

| فريق أونو إكس برو للدراجات للسيدات ‏ UXT | فريق أونو إكس برو للدراجات للسيدات ‏ UXT | فريق أونو إكس برو للدراجات للسيدات ‏ UXT |
| --------------------------------------- | --------------------------------------- | --------------------------------------- |
| م                                       | عداء                                    | مرتبة                                   |
| 231                                     | Anne Dorthe Ysland ‏                     | لم يكمل السباق                          |
| 232                                     | هانا بارنز                              | لم يكمل السباق                          |
| 233                                     | Joss Lowden ‏                            | لم يكمل السباق                          |
| 234                                     | هانا لودفيغ                             | لم يكمل السباق                          |
| 235                                     | Amalie Lutro ‏                           | لم يكمل السباق                          |

| Lidl–Trek (women's team) ‏ TFS | Lidl–Trek (women's team) ‏ TFS | Lidl–Trek (women's team) ‏ TFS |
| ----------------------------- | ----------------------------- | ----------------------------- |
| م                             | عداء                          | مرتبة                         |
| 1                             | إليسا بالسامو (طريق)          | 61                            |
| 2                             | أمالي ديديريكسن (طريق)        | لم يكمل السباق                |
| 3                             | ليا توماس                     | 47                            |
| 4                             | ليتيزيا باتيرنوستر            | لم يكمل السباق                |
| 5                             | شيرين فان أنروي               | 15                            |
| 6                             | تايلر وايلز                   | لم يكمل السباق                |

| إس دي وركس ‏ SDW | إس دي وركس ‏ SDW     | إس دي وركس ‏ SDW |
| --------------- | ------------------- | --------------- |
| م               | عداء                | مرتبة           |
| 11              | Niamh Fisher-Black ‏ | 18              |
| 12              | آشلي مولمان         | 8               |
| 13              | مارلين رويسر (طريق) | 4               |
| 14              | Anna Shackley ‏      | 19              |
| 16              | ديمي فوليرينغ       | 1               |

| بنجوال شوفالمير ‏ BCV | بنجوال شوفالمير ‏ BCV | بنجوال شوفالمير ‏ BCV |
| -------------------- | -------------------- | -------------------- |
| م                    | عداء                 | مرتبة                |
| 21                   | Lotte Popelier‏       | لم يكمل السباق       |
| 22                   | Julie Hendrickx‏      | لم يكمل السباق       |
| 23                   | Olha Kulynych ‏       | لم يكمل السباق       |
| 24                   | Naomi de Roeck‏       | لم يكمل السباق       |

| Ceratizit Pro Cycling ‏ WNT | Ceratizit Pro Cycling ‏ WNT | Ceratizit Pro Cycling ‏ WNT |
| -------------------------- | -------------------------- | -------------------------- |
| م                          | عداء                       | مرتبة                      |
| 31                         | Lana Eberle ‏               | لم يكمل السباق             |
| 32                         | Laura Asencio ‏             | لم يكمل السباق             |
| 33                         | ماريا جوليا كونفالونيري    | لم يكمل السباق             |
| 34                         | Marta Lach ‏                | 25                         |
| 35                         | حنا نيلسون                 | لم يكمل السباق             |
| 36                         | Lizbeth Salazar ‏ (طريق)    | لم يكمل السباق             |

| Cofidis Women Team ‏ COF | Cofidis Women Team ‏ COF | Cofidis Women Team ‏ COF |
| ----------------------- | ----------------------- | ----------------------- |
| م                       | عداء                    | مرتبة                   |
| 41                      | Victoire Berteau ‏       | 57                      |
| 42                      | فالنتاين فورتين         | لم يكمل السباق          |
| 43                      | Martina Alzini ‏         | 29                      |
| 44                      | Sandra Levenez ‏         | لم يكمل السباق          |
| 45                      | Alana Castrique ‏        | 59                      |
| 46                      | Olivia Onesti ‏          | لم يكمل السباق          |

| روبل كليننينج ‏ IBC | روبل كليننينج ‏ IBC | روبل كليننينج ‏ IBC |
| ------------------ | ------------------ | ------------------ |
| م                  | عداء               | مرتبة              |
| 51                 | Loes Adegeest ‏     | 12                 |
| 52                 | Megan Armitage ‏    | 26                 |
| 53                 | Svenja Betz‏        | لم يكمل السباق     |
| 54                 | Haylee Fuller‏      | لم يكمل السباق     |
| 55                 | Fien van Eynde ‏    | لم يكمل السباق     |
| 56                 | Sara Van de Vel ‏   | لم يكمل السباق     |

| دروبز ‏ DRP | دروبز ‏ DRP           | دروبز ‏ DRP     |
| ---------- | -------------------- | -------------- |
| م          | عداء                 | مرتبة          |
| 61         | آنا كريستيان ‏        | لم يكمل السباق |
| 62         | إليزابيث هولدن       | 36             |
| 63         | إيدر ميرينو كورتازار | لم يكمل السباق |
| 64         | Flora Perkins ‏       | لم يكمل السباق |
| 65         | Alice Towers ‏        | لم يكمل السباق |
| 66         | غلاديس فيرهلست ‏      | لم يكمل السباق |

| لوتو بيليسول للسيدات ‏ LSL | لوتو بيليسول للسيدات ‏ LSL | لوتو بيليسول للسيدات ‏ LSL |
| ------------------------- | ------------------------- | ------------------------- |
| م                         | عداء                      | مرتبة                     |
| 71                        | Eefje Brandt‏              | لم يكمل السباق            |
| 72                        | Kristýna Burlová ‏         | لم يكمل السباق            |
| 73                        | Mieke Docx ‏               | 45                        |
| 74                        | Esmée Gielkens ‏           | لم يكمل السباق            |
| 75                        | Mijntje Geurts ‏           | 42                        |
| 76                        | Elise vander Sande‏        | لم يكمل السباق            |

| أوتوجلاس ويترين ‏ MUL | أوتوجلاس ويترين ‏ MUL | أوتوجلاس ويترين ‏ MUL |
| -------------------- | -------------------- | -------------------- |
| م                    | عداء                 | مرتبة                |
| 81                   | Camille Devigne‏      | لم يكمل السباق       |
| 82                   | Marthe Goossens ‏     | لم يكمل السباق       |
| 83                   | Fien Delbaere ‏       | لم يكمل السباق       |
| 84                   | Mareille Meijering ‏  | 23                   |
| 85                   | Elisa Serné‏          | لم يكمل السباق       |
| 86                   | Willemijn Prins‏      | لم يكمل السباق       |

| إن إكس تي جي ريسينغ ‏ AGI | إن إكس تي جي ريسينغ ‏ AGI | إن إكس تي جي ريسينغ ‏ AGI |
| ------------------------ | ------------------------ | ------------------------ |
| م                        | عداء                     | مرتبة                    |
| 91                       | Amber Aernouts‏           | لم يكمل السباق           |
| 92                       | Cassia Boglio‏            | لم يكمل السباق           |
| 93                       | Julia Borgström ‏         | 35                       |
| 94                       | Maureen Arens ‏           | لم يكمل السباق           |
| 95                       | Lone Meertens ‏           | 54                       |
| 96                       | Amelia Sharpe ‏           | لم يكمل السباق           |

| باركهوتل فالكنبورغ ‏ PHV | باركهوتل فالكنبورغ ‏ PHV | باركهوتل فالكنبورغ ‏ PHV |
| ----------------------- | ----------------------- | ----------------------- |
| م                       | عداء                    | مرتبة                   |
| 101                     | Mischa Bredewold ‏       | 14                      |
| 102                     | Femke Gerritse ‏         | 44                      |
| 103                     | Belle de Gast ‏          | لم يكمل السباق          |
| 104                     | Pien Limpens ‏           | لم يكمل السباق          |
| 105                     | Rosalie Van der Wolf‏    | لم يكمل السباق          |
| 106                     | NED                     | 34                      |

| بلانتور بورا سيلينج تيم ‏ PLP | بلانتور بورا سيلينج تيم ‏ PLP | بلانتور بورا سيلينج تيم ‏ PLP |
| ---------------------------- | ---------------------------- | ---------------------------- |
| م                            | عداء                         | مرتبة                        |
| 111                          | Kim de Baat ‏                 | لم يكمل السباق               |
| 112                          | ساني كانت                    | لم يكمل السباق               |
| 113                          | Justine Ghekiere ‏            | 27                           |
| 114                          | Yara Kastelijn ‏              | 43                           |
| 115                          | Marion Norbert-Riberolle ‏    | لم يكمل السباق               |
| 116                          | Millie Couzens ‏              | 30                           |

| فالكار سيلانس ‏ VAL | فالكار سيلانس ‏ VAL   | فالكار سيلانس ‏ VAL |
| ------------------ | -------------------- | ------------------ |
| م                  | عداء                 | مرتبة              |
| 121                | Alice Maria Arzuffi ‏ | 48                 |
| 122                | Karolina Kumięga ‏    | لم يكمل السباق     |
| 123                | Silvia Persico ‏      | 7                  |
| 124                | Ilaria Sanguineti ‏   | لم يكمل السباق     |
| 125                | Margaux Vigié ‏       | لم يكمل السباق     |
| 126                | Eleonora Gasparrini ‏ | 52                 |

| كانيون–إس آر إيه إم ‏ CSR | كانيون–إس آر إيه إم ‏ CSR | كانيون–إس آر إيه إم ‏ CSR |
| ------------------------ | ------------------------ | ------------------------ |
| م                        | عداء                     | مرتبة                    |
| 131                      | كاتارزينا نيفيادوما      | 2                        |
| 132                      | Shari Bossuyt ‏           | 31                       |
| 133                      | Neve Bradbury ‏           | لم يكمل السباق           |
| 134                      | Pauliena Rooijakkers ‏    | 6                        |
| 135                      | Mikayla Harvey ‏          | لم يكمل السباق           |
| 136                      | ألينا أمياليوسيك         | لم يكمل السباق           |

| FDJ–Suez ‏ FSF | FDJ–Suez ‏ FSF       | FDJ–Suez ‏ FSF  |
| ------------- | ------------------- | -------------- |
| م             | عداء                | مرتبة          |
| 141           | Stine Borgli ‏       | لم يكمل السباق |
| 142           | Vittoria Guazzini ‏  | 60             |
| 143           | Victorie Guilman ‏   | 11             |
| 145           | Évita Muzic ‏ (طريق) | لم يكمل السباق |
| 146           | جادي فيل            | 51             |

| رالي سايكلنج ‏ HPW | رالي سايكلنج ‏ HPW  | رالي سايكلنج ‏ HPW |
| ----------------- | ------------------ | ----------------- |
| م                 | عداء               | مرتبة             |
| 151               | Nina Buijsman ‏     | 55                |
| 152               | Makayla MacPherson‏ | لم يكمل السباق    |
| 153               | Eri Yonamine ‏      | لم يكمل السباق    |
| 154               | Barbara Malcotti ‏  | 56                |
| 155               | Marit Raaijmakers ‏ | لم يكمل السباق    |
| 156               | Kaia Schmid ‏       | لم يكمل السباق    |

| ليف ريسينغ ‏ LIV | ليف ريسينغ ‏ LIV      | ليف ريسينغ ‏ LIV |
| --------------- | -------------------- | --------------- |
| م               | عداء                 | مرتبة           |
| 161             | أليسون جاكسون (طريق) | 39              |
| 162             | Marta Jaskulska ‏     | 21              |
| 163             | إيفا بورمان          | لم يكمل السباق  |
| 164             | Ayesha McGowan ‏      | لم يكمل السباق  |
| 165             | Katia Ragusa ‏        | لم يكمل السباق  |
| 166             | Amber van der Hulst ‏ | 58              |

| موفيستار للسيدات ‏ MOV | موفيستار للسيدات ‏ MOV         | موفيستار للسيدات ‏ MOV |
| --------------------- | ----------------------------- | --------------------- |
| م                     | عداء                          | مرتبة                 |
| 171                   | Katrine Aalerud ‏              | لم يكمل السباق        |
| 172                   | سارا مارتين                   | لم يكمل السباق        |
| 173                   | Paula Patiño ‏                 | 13                    |
| 174                   | Jelena Erić (cyclist) ‏ (طريق) | 46                    |
| 175                   | أرلينيس سيرا                  | 38                    |
| 176                   | Sarah Gigante ‏                | لم يكمل السباق        |

| فريق كوجياس ميتلر لوك برو للدراجات ‏ CGS | فريق كوجياس ميتلر لوك برو للدراجات ‏ CGS | فريق كوجياس ميتلر لوك برو للدراجات ‏ CGS |
| --------------------------------------- | --------------------------------------- | --------------------------------------- |
| م                                       | عداء                                    | مرتبة                                   |
| 181                                     | تمارا بالابولينا ‏                       | 28                                      |
| 182                                     | Hannah Buch ‏                            | لم يكمل السباق                          |
| 183                                     | أولغا زابيلينسكايا                      | لم يكمل السباق                          |
| 184                                     | Rotem Gafinovitz ‏                       | لم يكمل السباق                          |
| 185                                     | Aline Seitz ‏                            | لم يكمل السباق                          |
| 186                                     | Petra Stiasny ‏                          | لم يكمل السباق                          |

| Liv AlUla Jayco ‏ BEX | Liv AlUla Jayco ‏ BEX | Liv AlUla Jayco ‏ BEX |
| -------------------- | -------------------- | -------------------- |
| م                    | عداء                 | مرتبة                |
| 191                  | Alexandra Manly ‏     | 10                   |
| 192                  | Urška Žigart ‏        | لم يكمل السباق       |
| 193                  | أني سانستيبان        | 22                   |
| 194                  | أماندا سبرات         | 24                   |
| 195                  | Chelsie Tan‏          | لم يكمل السباق       |
| 196                  | جورجيا وليامز        | 50                   |

| فريق سنويب للسيدات ‏ DSM | فريق سنويب للسيدات ‏ DSM | فريق سنويب للسيدات ‏ DSM |
| ----------------------- | ----------------------- | ----------------------- |
| م                       | عداء                    | مرتبة                   |
| 201                     | Francesca Barale ‏       | لم يكمل السباق          |
| 202                     | Léa Curinier ‏           | لم يكمل السباق          |
| 203                     | ليا كيرشمان             | 49                      |
| 204                     | جولييت لابوس            | 5                       |
| 205                     | ليان ليبرت              | 3                       |
| 206                     | Esmée Peperkamp ‏        | 41                      |

| جامبو فيسما للسيدات ‏ TJV | جامبو فيسما للسيدات ‏ TJV | جامبو فيسما للسيدات ‏ TJV |
| ------------------------ | ------------------------ | ------------------------ |
| م                        | عداء                     | مرتبة                    |
| 211                      | Amber Kraak ‏             | 32                       |
| 212                      | Linda Riedmann ‏          | 40                       |
| 213                      | Coryn Labecki            | 17                       |
| 214                      | Noemi Rüegg ‏             | 33                       |
| 215                      | Aafke Soet ‏              | لم يكمل السباق           |
| 216                      | Karlijn Swinkels ‏        | 20                       |

| يو أي أيه تيم ‏ UAD | يو أي أيه تيم ‏ UAD              | يو أي أيه تيم ‏ UAD |
| ------------------ | ------------------------------- | ------------------ |
| م                  | عداء                            | مرتبة              |
| 221                | صوفيا بيرتيزولو                 | 9                  |
| 222                | مارغريتا فيكتوريا غارسيا (طريق) | 16                 |
| 223                | إيريكا ماجندي                   | 53                 |
| 224                | Urša Pintar ‏                    | 37                 |
| 225                | Anna Trevisi ‏                   | لم يكمل السباق     |
| 226                | صوفي رايت                       | لم يكمل السباق     |

| فريق أونو إكس برو للدراجات للسيدات ‏ UXT | فريق أونو إكس برو للدراجات للسيدات ‏ UXT | فريق أونو إكس برو للدراجات للسيدات ‏ UXT |
| --------------------------------------- | --------------------------------------- | --------------------------------------- |
| م                                       | عداء                                    | مرتبة                                   |
| 231                                     | Anne Dorthe Ysland ‏                     | لم يكمل السباق                          |
| 232                                     | هانا بارنز                              | لم يكمل السباق                          |
| 233                                     | Joss Lowden ‏                            | لم يكمل السباق                          |
| 234                                     | هانا لودفيغ                             | لم يكمل السباق                          |
| 235                                     | Amalie Lutro ‏                           | لم يكمل السباق                          |

## التصنيف العام النهائي
| التصنيف العام          | التصنيف العام         | التصنيف العام        | التصنيف العام | التصنيف العام |
| المتسابقة              | المتسابقة             | الفريق               | الوقت         |               |
| ---------------------- | --------------------- | -------------------- | ------------- | ------------- |
| 1                      | ديمي فوليرينغ         | إس دي وركس ‏          | 3 س 38 د 00 ث |               |
| 2                      | Katarzyna Niewiadoma  | كانيون–إس آر إيه إم ‏ | + 22 ث        |               |
| 3                      | ليان ليبرت            | فريق سنويب للسيدات ‏  | + 22 ث        |               |
| 4                      | مارلين رويسر          | إس دي وركس ‏          | + 27 ث        |               |
| 5                      | جولييت لابوس          | فريق سنويب للسيدات ‏  | + 44 ث        |               |
| 6                      | Pauliena Rooijakkers ‏ | كانيون–إس آر إيه إم ‏ | + 58 ث        |               |
| 7                      | Silvia Persico ‏       | فالكار سيلانس ‏       | + 1 د 02 ث    |               |
| 8                      | آشلي مولمان           | إس دي وركس ‏          | + 1 د 02 ث    |               |
| 9                      | صوفيا بيرتيزولو       | يو أي أيه تيم ‏       | + 1 د 02 ث    |               |
| 10                     | Alexandra Manly ‏      | Liv AlUla Jayco ‏     | + 1 د 02 ث    |               |
|                        |                       |                      |               |               |
| مصدر: Cycling Quotient |                       |                      |               |               |